# Tarjeta telefónica

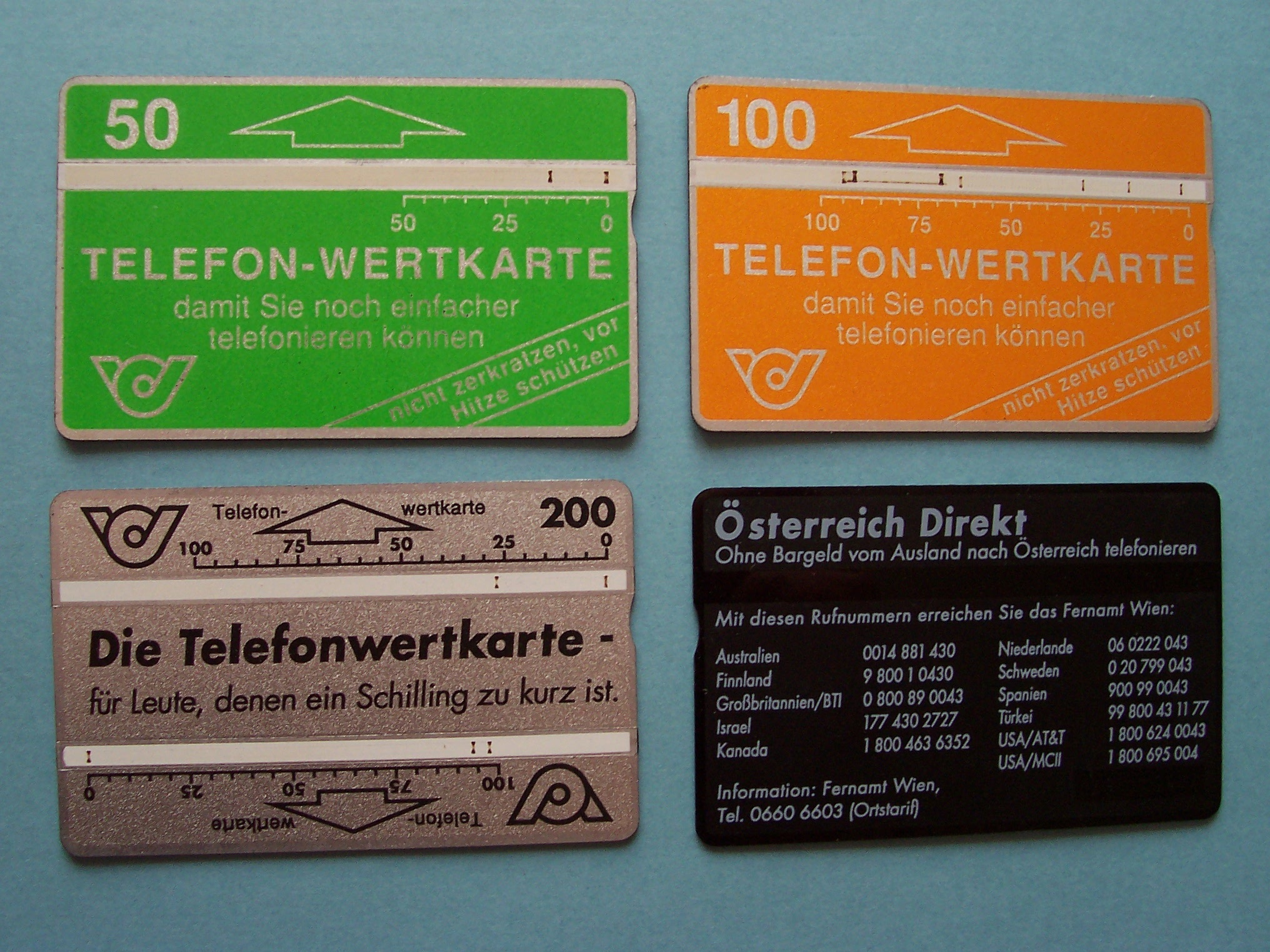
Tarjetas telefónicas prepago austriacas de 1994

Una tarjeta telefónica es una pequeña tarjeta, normalmente parecida a una tarjeta de crédito, usada para pagar en las teléfonos públicos o como sistema prepago de llamadas. Estas tarjetas se pueden emplear en cualquier sistema de crédito prepago o sistema de tarjeta de crédito. El sistema exacto de pago y el modo en que cada tarjeta es usada para realizar una llamada telefónica dependerá sobre todo del sistema de telecomunicación. 
Si se trata de una tarjeta para ser utilizada en un teléfono público, lo más común es ingresarla en la ranura del mismo para tal fin. Si se trata de tarjetas prepagas de llamadas, la tarjeta no será más que un soporte en donde estarán impresas las instrucciones de uso, el número de acceso (número telefónico que habrá que marcar para ingresar al sistema de la tarjeta) y el PIN (código único que idenfitica a la tarjeta).
El tipo más común de tarjetas telefónicas implica un crédito prepago en cada tarjeta, esta se compra con un saldo específico, el cual se va reduciendo con cada llamada. Estas tarjetas son de un solo uso, cuando el saldo está agotado simplemente compras una tarjeta nueva aunque, en ocasiones, las tarjetas compradas pueden recargarse. 
Existe otro tipo de tarjetas compuesto por una tarjeta con un PIN especial impreso en ella que permite cargar llamadas a una cuenta telefónica.

## Almacenamiento de valores
El almacén de valores se llama así porque en él se guarda el saldo disponible, el cual es leído en la cabina telefónica cuando se inserta la tarjeta en el lector. Este procedimiento es similar a un cajero automático de un banco. Encontramos diversas maneras mediante las cuales el valor puede ser codificado en la tarjeta. 
El primer sistema usó una banda magnética como portador de información, similar a la tecnología de ATM y tarjetas identificadoras. Fue hecho público en 1976 en Italia, fabricada por SIDA.
La siguiente tecnología usada fue almacenamiento óptico. Las tarjetas telefónicas óptimas obtienen su nombre por las visibles marcas dejadas en la tarjeta, como agujeros o líneas, con el propósito de que el lector de tarjetas busque tales marcas y determine el saldo de la tarjeta. 
Las tarjetas ópticas, fabricadas por Landis+Gyr and Anritsu, fueron las primeras en hacerse populares en muchos países. Esta tecnología era muy simple y fácil de piratear, por lo tanto, por razones de seguridad entre otras, las tarjetas ópticas han ido desapareciendo progresivamente en todo el mundo. Este tipo de tarjetas telefónicas todavía permanecen en uso en varios países, quizá más notablemente en Japón.
El tercer sistema de almacenamiento de valores son las tarjetas chip, las primeras fueron lanzadas a gran escala en Francia en 1986 por France Telecom. Muchos otros países hicieron lo mismo, incluido Irlanda en 1990 y UK alrededor de 1994-1995, que hacen desaparecer progresivamente las viejas tarjetas verdes “Landis & Gyr” dando paso a estas elegantes y coloridas tarjetas. 
El microchip inicial era fácil de piratear, normalmente rascando el chip en la tarjeta, lo cual hace imposible reducir el valor de la tarjeta después de una llamada. Pero a mediados de 1990, una tecnología altamente segura ayudó la proliferación de estas tarjetas de chip mundialmente

## Memoria de acceso remoto

### Cuenta telefónica simbolizada por una tarjeta
La segunda principal tecnología de las tarjetas telefónicas es la memoria remota, la cual usa una tarifa o un número de acceso telefónico gratuito para buscar en la base de datos y comprobar el saldo de la tarjeta. Como en los Estados Unidos no hay un único servicio telefónico nacionalizado (o el mismo para la mayor parte del estado) y con la liberación de los principales, no había ningún incentivo para ser constante con el resto del mundo. La facilidad de uso de deslizar una tarjeta en una máquina como los cajeros automáticos se ve contrarrestado con el miedo de vandalismo hacia ellos.
La primera cabina con tarjetas de memoria de acceso remoto fue distribuida en Estados Unidos en diciembre de 1980 por Phone Line. Como las industrias de telecomunicación en el mundo entero se hicieron irregulares, las tarjetas de memoria de acceso fueron distribuidas en varios países. Estas tarjetas fueron usadas por teléfonos de tonos que no requerían un lector especial de tarjetas. Ya que tarjetas de memoria remotas son más accesibles y tienen un coste inferior, han ido extendiéndose. Sin embargo, la utilidad de estas tarjetas se ha reducido debido al largo número de dígitos que era necesario introducir para ser usada. Para una llamada a larga distancia, el usuario primero marcaba el número de acceso local, después la clave secreta (PIN) seguido por el número de larga distancia. Basado en el número introducido, el tiempo de permanencia era anunciado, y la llamada finalmente procesada.
Las tarjetas telefónicas de memoria remota están esencialmente en texto, requieren un número de acceso, un único PIN e instrucciones. Por tanto las instrucciones pueden ser impresas o consultadas vía correo electrónico o internet. Actualmente muchas páginas web venden tarjetas telefónicas a través de correo electrónico.
Las tarjetas telefónicas o las tarjetas de llamadas están disponibles en muchos países en pequeñas tiendas y en grandes superficies. 
Generalmente, las tarjetas telefónicas de acceso de memoria remoto son distribuidas por muchas compañías de incontables variedades, orientadas en llamar a ciertos países o regiones y tienen características como por ejemplo: son recargables, no necesitan PIN, velocidad de marcación y más. 
Las tarjetas telefónicas pueden tener tasas de conexión, impuestos y tasas de mantenimiento, todo incrementado en las tarifas. 

### Cuentas que no requieren tarjeta
Los proveedores de tarjetas telefónicas han dado un paso adelante reduciendo costes e incrementando la conveniencia de introducir cuentas de llamadas. Estas cuentas de llamadas reducen la necesidad de imprimir una tarjeta física, ya que están disponibles solamente de manera electrónica.
Las cuentas de llamadas pueden ser compradas por Internet usando tarjetas de crédito y son enviadas instantáneamente al cliente vía correo electrónico. Este e-mail contiene el PIN y las instrucciones para usar este servicio. Existen numerosos proveedores de este tipo de servicios, que ofrecen además discado pinless, registro de llamados en línea y una enorme variedad de ventajas.

## Tarjeta de teléfono como un objeto coleccionable
Las compañías de telecomunicaciones han aprovechado tarjetas de teléfono para poner publicidad sobre ellas, así como fotografías de famosos, imágenes, o fotografías atractivas para incrementar la venta de estas tarjetas entre los consumidores. Esta práctica, combinada con la facilidad de compra, anima al consumidor a adquirir múltiples tarjetas, conduciendo a mucha gente a comenzar a coleccionar tarjetas telefónicas como hobby. A esto se le denomina “Telecartofilia”. 
Las tarjetas telefónicas han sido coleccionadas por todo el mundo desde mediados de 1970 y alcanzando su punto máximo a mediados de 1990, donde se contaban unos 2 millones de coleccionistas. Hay muchas páginas web sobre este hobby donde los coleccionistas pueden encontrar miles de modelos diferentes en todo el mundo, cada cual con una historia personal diferente. 
El más grande catálogo de coleccionable tarjetas de teléfono está hecho por coleccionistas en el sitio Colnect.
El hobby está actualmente en disminución (en algunos países) debido a que las compañías telefónicas han dejado de suministrarlas.